# Bioreactor

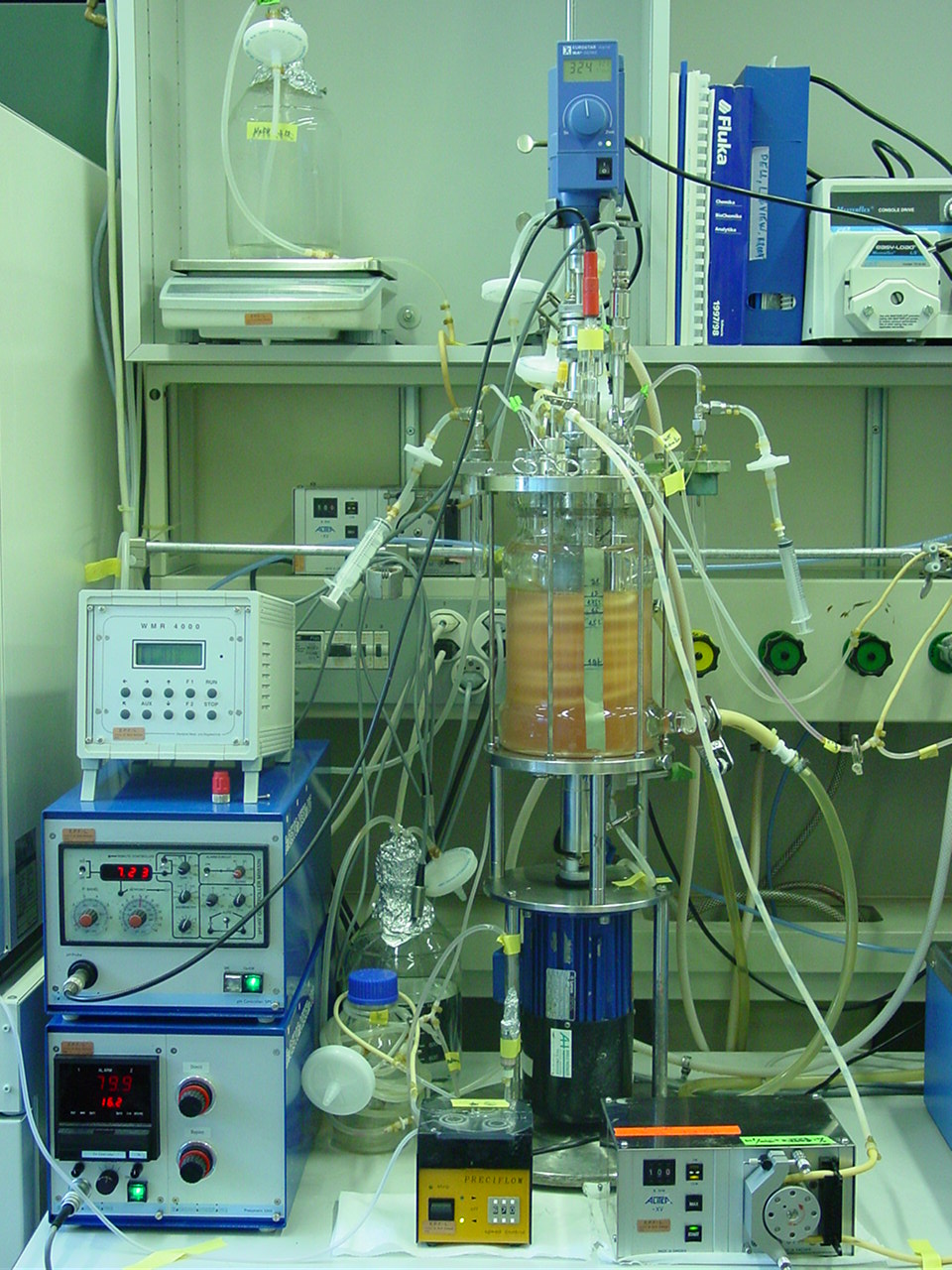
Biorecator de laboratori

Un bioreactor és un sistema que manté un ambient biològicament actiu per facilitar el creixement de cultius cel·lulars, teixits o microorganismes. Duu a terme un procés bioquímic aeròbic o anaeròbic que involucra organismes o substàncies bioquímicament actives. També se l'anomena fermentador, o bé digestor nom que només s'aplica als bioreactors sense airejar. Tenen moltes utilitats, entre les quals destaquen la producció d'anticossos i aliments fermentats, com el vinagre de poma.

## Antecedents i futur
Les tines utilitzades per la vinificació o la fabricació de cervesa, així com els cups per a la fermentació del llet en formatgeria poden considerar-se com bioreactors amb més de cinquanta segles de història. Des del segle xix, investigadors com Robert Koch, Louis Pasteur i molts altres van començar a estudiar el fenomen. En comprendre els processos bioquímics, a poc a poc es van poder desenvolupar noves aplicacions industrials en àrees tan diferents com ara l'alimentació, el tractament de residus i aigües grises, la medicina, la farmacologia, la fabricació de biogàs, etc., en bioreactors sempre més sofisticats. Més recentment, en arquitectura també es creen «bioreactors-façana» que sense gaire equipament tècnic, fomenten la proliferació de microorganismes que redueixen les emissions de diòxid de carboni i l'escalfament local. En medicina, existeix una evolució vers «bioimpressores» que a més de teixits senzills podrien crear empelts o fins i tot organs complets.

## Components
Un bioreactor generalment conté un vas, canonades o tubs d'alimentació, canonades o tubs de sortida, vàlvules de control a l'entrada i la sortida. També sistemes de control del nivell medi de cultiu, temperatura, concentració d'oxigen, aireació i pH. Disposa de camisa o serpentins de refrigeració i en els models agitats (majoritaris), sistem d'agitació amb pales/turbine, eix i un motor. Encara que es pot regular manualment, la multitud de factors que intervenen per obtenir la reacció desitjada, necessiten un sistema de control automatitzat amb sensors interconnectats.

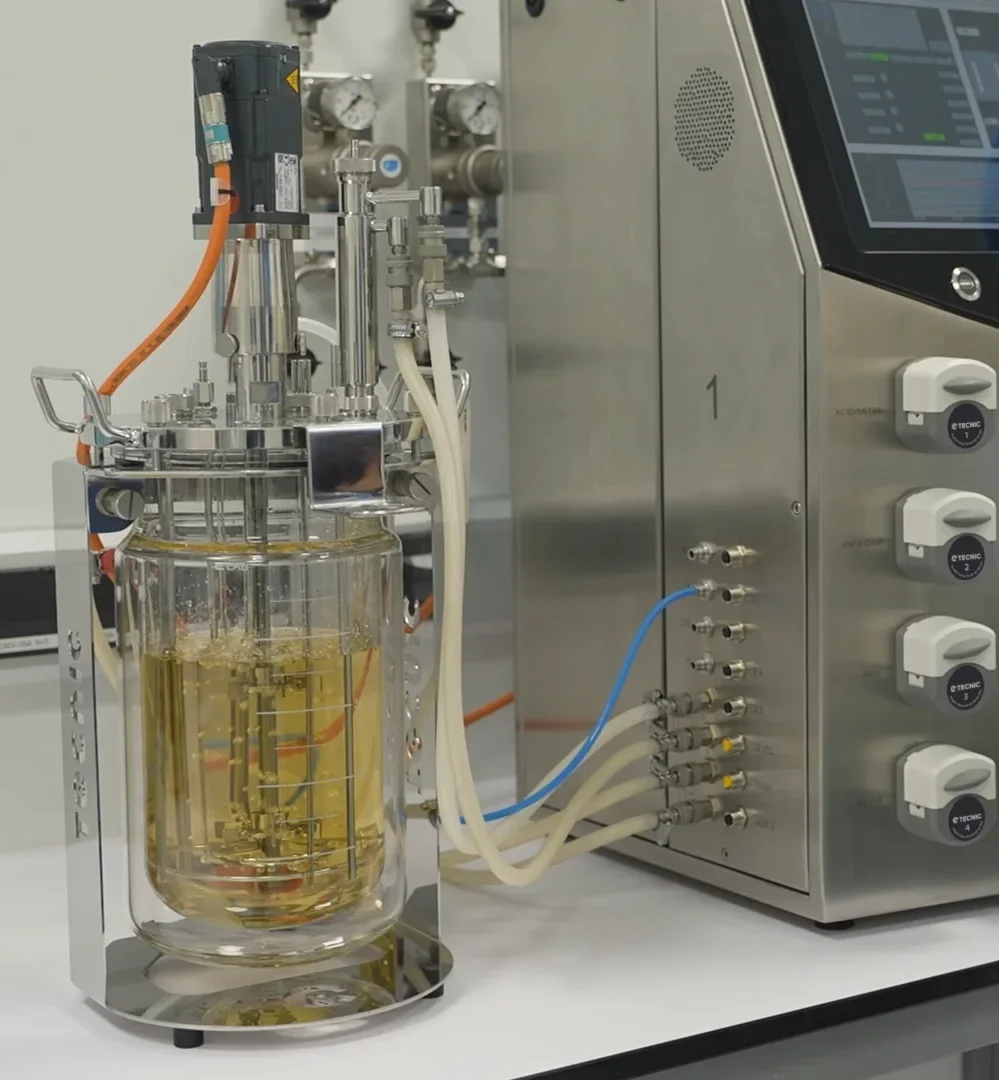
Recipient d'un bioreactor en funcionament

Els bioreactors són comunament cilíndrics, variant en grandària des d'alguns mil·lilitres fins a centenars o milers de metres cúbics. Són fabricats d'acer inoxidable, vidre o plàstic. En la indústria alimentària n'hi arriba a haver de fusta, i en l'obtenció de proteïnes recombinants s'arriba a considerar un bioreactor un vegetal modificat genèticament o un animal sencer. Els petits també poden ser concebuts com a dispositius per fer créixer cèl·lules o teixits en operacions de cultiu cel·lular.
En funció dels fluxos d'entrada i eixida, l'operació d'un bioreactor pot ser de tres modes distints: continu, discontinu o alimentat (Fed-batch). Així mateix també es poden dividir en si són agitats o no agitats:
| Bioreactor | Saccejat | Continu |
| ---------- | -------- | ------- |
| RFP        | No       | Sí      |
| RCTA       | Sí       | Sí      |
| RDTA       | Sí       | No      |

Els modes d'operació i els fenòmens de transport són molt diferents depenent del reactor que es faci servir.

## Disseny
El disseny de bioreactors és una tasca d'enginyeria prou complexa. Els microorganismes o cèl·lules són capaces de realitzar la seva funció desitjada amb gran eficiència sota condicions òptimes. Les condicions ambientals d'un bioreactor com ara el flux de gasos (entre altres aire comprimit sol o enriquit amb oxigen, nitrogen o diòxid de carboni), temperatura, pH, oxigen dissolt i velocitat d'agitació o circulació, han de ser curosament monitoritzades i controlades menys en els pocs casos en què siguin paràmetres autoregulats pel sistema.
La mateixa propagació cel·lular (fenomen conegut en anglès com fouling) pot afectar l'esterilitat i eficiència del bioreactor, especialment en els intercanviadors de calor. Per a evitar això, el bioreactor ha de ser fàcilment netejable, esterilitzable i amb acabats tant sanitaris com siguin possibles, d'aquí les seves formes arrodonides.
Cal un intercanviador de calor per a mantenir el bioprocés a temperatura constant. L'oxidació biològica és una font important de calor, per la qual cosa en bona part dels casos, els bioreactors requereixen un sistema de refrigeració. Poden ser refrigerats amb una camisa externa o, per a recipients summament grans, amb serpentins interns.
En un procés aerobi, la transferència òptima d'oxigen és tal vegada la tasca més difícil d'aconseguir. L'oxigen es dissol poc en aigua (i encara menys en brous de cultiu) i és relativament escàs en l'aire (20,8%). La transferència d'oxigen usualment es facilita per l'agitació, que cal també per a mesclar els nutrients i mantenir la fermentació homogènia. No obstant això, hi ha límits per a la velocitat d'agitació, deguts tant a l'alt consum d'energia (que és proporcional al cub de la velocitat de gir de l'eix) com al dany ocasionat als organismes per un esforç de tall o cisalla excessiu.
Els bioreactors industrials es prefereix usar bacteris o altres organismes simples que poden resistir la força d'agitació i presenten creixement ràpid. També són fàcils de mantenir, ja que requereixen només solucions simples de nutrients.
En els bioreactors utilitzats per a créixer cèl·lules o teixits, el disseny és significativament diferent del dels bioreactors industrials. Moltes cèl·lules i teixits, especialment de mamífer, requereixen una superfície o un altre suport estructural per a poder créixer i els ambients agitats són comunament perjudicials per a aquests tipus de cèl·lules i teixits. Els organismes superiors també requereixen medis de cultiu més complexos.